# 週刊 昭和の「鉄道模型」をつくる
『週刊 昭和の「鉄道模型」をつくる』（しゅうかん しょうわの「てつどうもけい」をつくる）は、講談社が2007年から2008年にかけて発行したNゲージレイアウト製作を目標とした分冊百科である。
また、シリーズとして同社から、2009年から2011年にかけて刊行された第2弾『週刊 鉄道模型 少年時代』と、2012年より、第3弾として、『週刊 SL鉄道模型』がそれぞれ刊行されている。

## 概要
- 全50回刊行で、定価は創刊号は780円、第2号以降は1490円[1]であった。なお、第22号以降は一部の大型書店で購入するか定期購読の予約をしないと入手できない。
- タイトルどおり、なつかしの昭和の下町風景がモチーフとなっている。

## 冊子の主な内容解説
- 「昭和レトロ列車」でなつかし紀行
  - 昭和の面影が残る鉄道路線を昭和の面影が残る鉄道車両でたどる。
- 駅ものがたり
  - 都市の中心駅、歴史上重要な駅、旅路で人々に大きな印象を残す駅などの物語を紹介。
- 名車図鑑
  - 昭和時代に生まれて人気が出た車両を紹介。
- 「TETSUMO（鉄模）の達人」を訪ねて
  - 鉄道模型趣味の各分野の上級者を紹介している。
- 鉄道模型A to Z
  - 毎週ついている付録をどうするかや、鉄道模型に関する基礎知識をわかりやすく解説。
- 昭和の情景
  - 昭和時代にあった出来事を紹介している。
- 人物クローズアップ
  - 昭和時代の有名人を紹介している。
- 思い出エンタメ劇場
  - 当時公開された映画を紹介している。
- ヒット商品博物館
  - 当時ヒットした商品を紹介している。
- 廃線跡
  - 廃線となった路線を紹介しているが、未成線が紹介された号もある。

## 製作レイアウト
時代は昭和30 - 40年代で季節は春、夕方の「面影橋町」の駅周辺を舞台にしている。
線路配置は、四角形に近い楕円型のエンドレスタイプ。手前左側より引込み線が内側に伸び、ほぼ中央に駅を配置する構造になっている。また、右上部にはトンネルを配置。
面影橋町
日本のどこかにある町で、名所として温泉のある「大山温泉」、ハイキングやボート観光のある「石舟ダム」、お参りや厄除けで有名な「鏡菩薩寺」等、観光地としても盛んである。尚、7月12日に夏祭り「面影祭」がある。
面影橋駅
面影橋町の中心に位置する1路線の市営電車の終点駅で、駅口には観光名所へ行くためのバス停とタクシー乗り場がある。同名の実在する電停とは関係ない。
野原交通(株)
面影橋町にある私営バス会社で、駅前に営業所兼車庫がある。

### 付属パーツ
公式サイトを参照のこと。なお、当初発表されていたものから若干変更されている。

### バインダー
1個につき13冊綴じられる。価格は1260円である。なお、50冊全部を綴じるためには4個必要である。なお、10月末までは1050円だった。

### 購読特典
1巻から25巻までの応募券を1巻についている封筒に貼り付けて送ると、特製コントローラーがもらえる。ただし、50巻まで購読することが条件となる。

### 特製クリアケース
ジオラマを収納可能。価格は1個29400円。予約受注分だけの限定生産であるため、2007年11月29日に1次募集が終了した。なお、2008年3月 - 4月頃に2次募集があった。

### 制作協力
この雑誌を全巻購入して製作できるレイアウトについては、トミーテック・ディディエフの2社が協力している。このため付録の模型は全てトミーテックのジオラマコレクションシリーズ各製品やTOMIX製品を元にした特製品である。

### その他
創刊号から6号までは冊子と箱が直接接着されていたため、冊子裏面が剥がれる現象が発生した。これを防止するため、7号以降は冊子裏面にテープが貼られている他、冊子にもお詫びの文章が入った。また、22巻以降は冊子と箱が別々になり、ビニールで包まれる方式に変更された。